# Lindeisz Ferenc
Lindeisz Ferenc (Gyula, 1924. október 4. – 2016. június) matematika-fizika szakos középiskolai tanár.

## Életrajza
Többgyermekes iparos családban született. Tanulmányait szülővárosában, a józsefvárosi katolikus elemi iskolában kezdte, majd 1937-ben a gyulai katolikus gimnáziumba iratkozott be, s itt szerzett 1944-ben kitűnő érettségi bizonyítványt, de a nyolc év alatt is mindig kitűnő eredményei voltak.
1950-ben az Eötvös Loránd Tudományegyetemen szerzett matematika-fizika szakos tanári oklevelet és még ebben az évben kinevezést kapott a gyulai általános gimnáziumhoz.
Gimnáziumi tanársága mellett 1951 és 1954 között a gimnázium mellett működő gépészmérnöki szakra előkészítő szakérettségis tanfolyam tanára is volt.
Az eredményes munka öröme mellett voltak életében nehéz időszakok is. Méltatlan meghurcoltatása, mert bátran kiállt az 1956-os forradalom ügye mellett. 1956-ban beválasztották a városi forradalmi tanácsba. A forradalom bukása után egy éjszaka három karhatalmista ébresztette fel a Lindeisz családot, majd őt a városi rendőrségre vitték, kiadták az utasítást, ne foglalkozzon politikával, kísérletezzen inkább a fizika órákon! Írásbeli megrovásban részesítették, majd 1957. szeptember 10-én „népgazdasági érdekből” Dobozra helyezték az általános iskolához, három évet kellett ott eltölteni.
1984-ben forma szerint nyugalomba vonult, de továbbra is tanított, 1992-ig még az Erkel Ferenc Gimnáziumban, majd a katolikus iskola újjászerveződése után a Karácsonyi János Római Katolikus Gimnáziumban.

## Díjai, elismerései
- A gyulai Karácsonyi János Katolikus Gimnáziumban az iskolai emlékezet programja keretében a fizikai előadót Lindeisz-előadó névre keresztelték át.
- A Gyula város önkormányzata által alapított, „Gyula Város Kiváló Polgára" kitüntető címet még az elsők között elnyerte.
- 50 éves eredményes oktató-nevelő munkájáért a Szent Gellért-érem tulajdonosa.